# Haus Tambaran

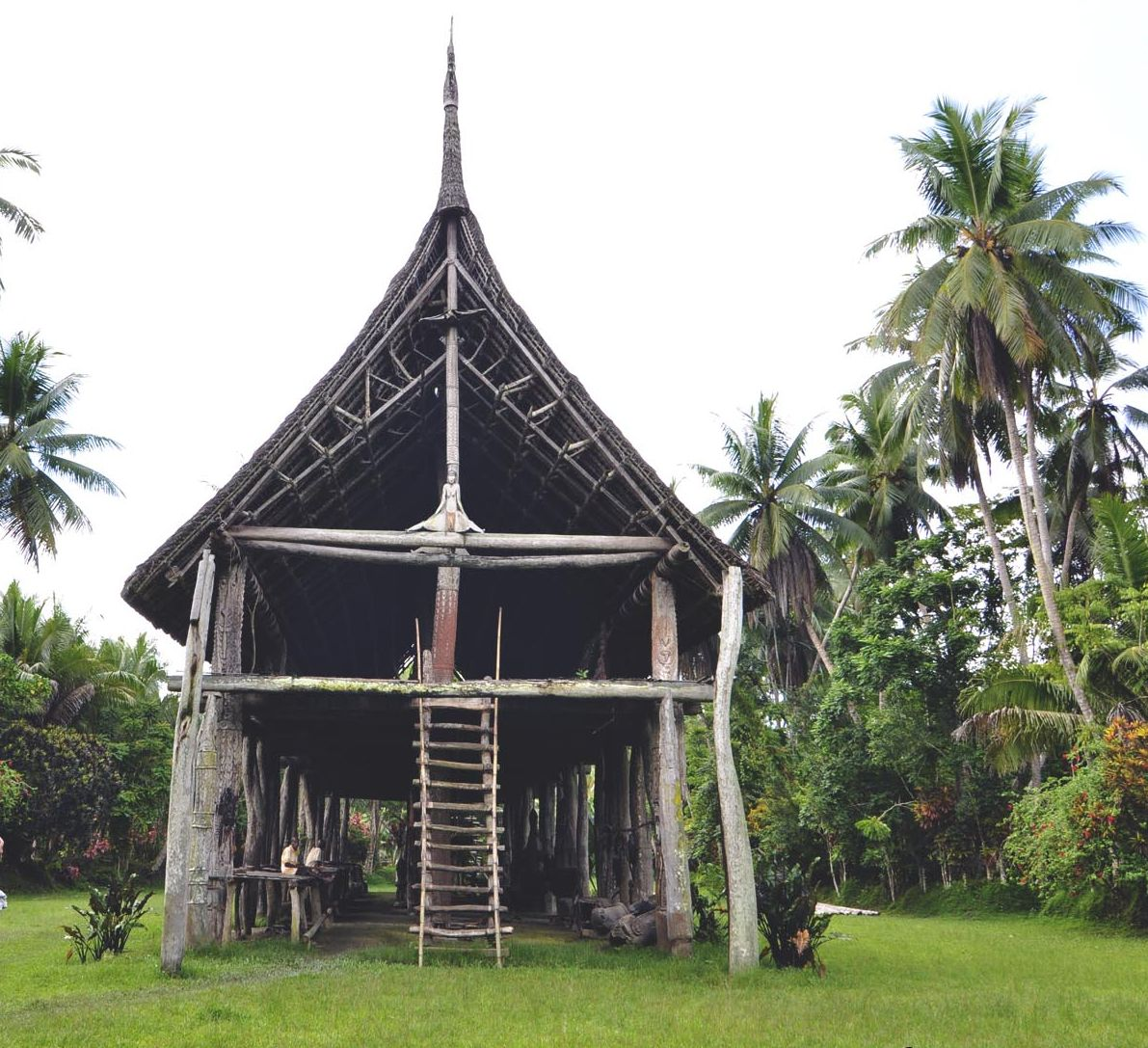
Haus tambaran dans le Sepik oriental.

En Papouasie-Nouvelle-Guinée, une haus tambaran est un édifice religieux traditionnel du Sepik oriental. La façade du Parlement national, situé à Waigani, dans la banlieue de Port Moresby, s'en inspire.